# Середенко, Владимир Семёнович
Владимир Семёнович Середенко (16 мая 1940 — 2005) — советский и казахстанский шахматист, международный мастер (1997).
Чемпион Казахской ССР 1966, 1977 и 1989 гг.
В составе сборной Казахской ССР участник трех Спартакиад народов СССР (1967, 1975, 1979), Всесоюзной Олимпиады (1972), командного первенства СССР (1969).
В составе сборной Казахстана участник 30-й олимпиады в Маниле и победитель 10-го командного чемпионата Азии в Куала-Лумпуре.

## Спортивные результаты
| Год  | Город        | Турнир                        | + | − | = | Результат | Место             |
| ---- | ------------ | ----------------------------- | - | - | - | --------- | ----------------- |
| 1967 | Москва       | IV Спартакиада народов СССР   | 2 | 2 | 2 | 3 из 6    |                   |
| 1969 | Грозный      | Командный чемпионат СССР      | 4 | 0 | 4 | 6 из 8    | 1                 |
| 1972 | Москва       | Всесоюзная Олимпиада          | 1 | 1 | 5 | 3½ из 7   |                   |
| 1975 | Рига         | VI Спартакиада народов СССР   | 2 | 4 | 2 | 3 из 8    |                   |
| 1979 | Москва       | VII Спартакиада народов СССР  | 1 | 2 | 5 | 3½ из 8   |                   |
| 1992 | Манила       | 30-я олимпиада                | 6 | 4 | 2 | 7 из 12   |                   |
| 1993 | Куала-Лумпур | 10-й командный чемпионат Азии | 2 | 1 | 2 | 3 из 5    | Команда — чемпион |